# Кружок Станкевича
Кружок Станкевича — литературно-философское объединение прогрессивно настроенной молодежи, группировавшееся вокруг Н. В. Станкевича.
Кружок был создан в Московском университете в 1833 году. Среди его участников были молодые и талантливые студенты, из кружка позднее вышли западники и славянофилы, В. Г. Белинский, М. А. Бакунин, М. Н. Катков.

## Предпосылки возникновения
После восстания декабристов наступило тяжелое время. Происходило «пробуждение» общества, осмысление прошлого и настоящего России, истории и культуры страны.
Основными центрами развития русской философской мысли стали кружки единомышленников, которые были настроены против политики Николая I. Благодаря кружкам, студенты могли обсудить вопросы литературы и философии, которые их волновали. Некоторые объединения носили антиправительственный характер.

## История
Кружку Станкевича принадлежит особая роль в развитии отечественной философской мысли в 30-40-х гг.
Члены кружка интересовались больше философскими, а не социально-политическими проблемами. Популярность кружка объяснялась также творческой и дружелюбной атмосферой встреч.
В середине 30-х гг. участники кружка стали активно интересоваться немецкой философией. Изучая учения Шеллинга, Станкевич сделал вывод, что он является последователем Канта, которого Станкевич считал основателем философии как науки.
Особое место в философских дискуссиях в кружке Станкевича заняли труды Гегеля. Главным специалистом по Гегелю в кружке считался М. А. Бакунин, который летом 1837 г. впервые познакомился с его философией права. Вместе с Белинским он затем приступил к изучению гегелевской философии религии. В конце 1837 г. Бакунин и Белинский добрались до логики Гегеля. В этот период философия Гегеля набирала популярность в России.
Кружок прекратил существование в 1839 году. Многие участники перешли в другие кружки.